# Eucharis corynandra
Eucharis corynandra är en amaryllisväxtart som beskrevs av Pierfelice Ravenna. Eucharis corynandra ingår i släktet Eucharis och familjen amaryllisväxter. Inga underarter finns listade i Catalogue of Life.